# Condado de Gilchrist
El condado de Gilchrist es un condado ubicado en el estado de Florida. En 2000, su población era de 14 437 habitantes. Su sede está en Trenton.

## Historia
El Condado de Gilchrist fue creado en 1925 por lo que es el condado fundado más recientemente en Florida. Su nombre es honrando a Albert W. Gilchrist, Gobernador de Florida entre 1909 y 1913.

## Demografía
Según el censo de 2000, el condado cuenta con 14 437 habitantes, 5021 hogares y 3715 familias residentes. La densidad de población es de 16 hab/km² (41 hab/mi²). Hay 5906 unidades habitacionales con una densidad promedio de 7 u.a./km² (17 u.a./mi²). La composición racial de la población del condado es 90,52% Blanca, 7,00% afrodescendiente o negra, 0,37% nativa americana, 0,17% asiática, 0,01% de las islas del Pacífico, 0,69% de otros orígenes y 1,26% de dos o más razas. El 2,80% de la población es de origen hispano o latino cualquiera sea su raza de origen.
De los 5021 hogares, en el 32,90% de ellos viven menores de edad, 59,00% están formados por parejas casadas que viven juntas, 11,20% son llevados por una mujer sin esposo presente y 26,00% no son familias. El 21,10% de todos los hogares están formados por una sola persona y 8,70% de ellos incluyen a una persona de más de 65 años. El promedio de habitantes por hogar es de 2,61 y el tamaño promedio de las familias es de 3,01 personas.
El 24,40% de la población del condado tiene menos de 18 años, el 14,20% tiene entre 18 y 24 años, el 24,80% tiene entre 25 y 44 años, el 22,90% tiene entre 45 y 64 años y el 13,60% tiene más de 65 años de edad. La edad media es de 35 años. Por cada 100 mujeres hay 112,50 hombres y por cada 100 mujeres de más de 18 años hay 115,10 hombres.
La renta media de un hogar del condado es de $30 328, y la renta media de una familia es de $34 485. Los hombres ganan en promedio $27 359 contra $21 946 para las mujeres. La renta per cápita en el condado es de $13 985 el 14,10% de la población y 10,90% de las familias tienen rentas por debajo del nivel de pobreza. De la población total bajo el nivel de pobreza, el 17,60% son menores de 18 y el 12,90% son mayores de 65 años.

## Ciudades y pueblos
- Bell
- Fanning Springs
- Trenton